# گوگل پاندا

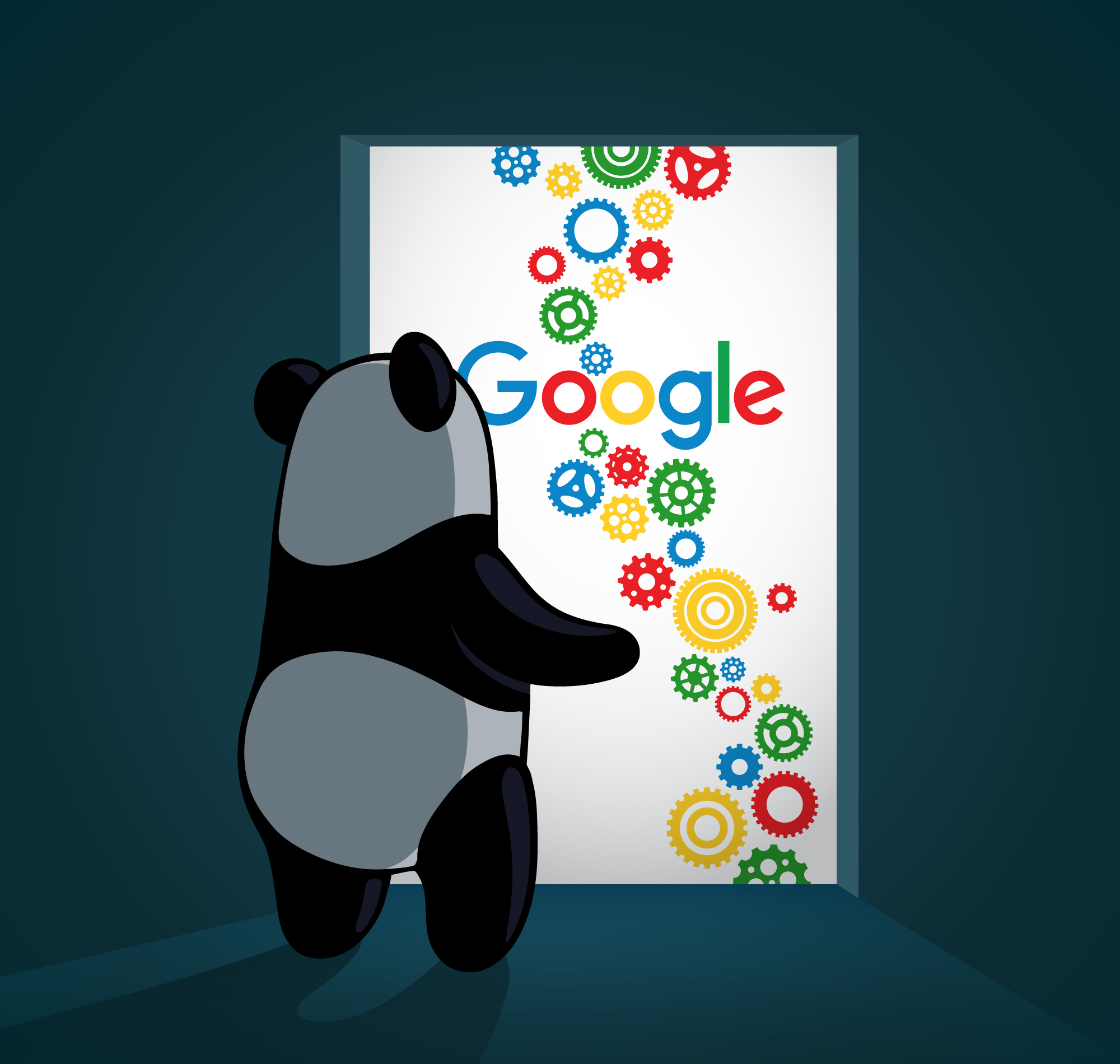
گوگل پاندا

گوگل پاندا(به انگلیسی: Google Panda) نام الگوریتم جدید شرکت گوگل در رتبه‌بندی صفحات است که برای اولین بار در فوریه ۲۰۱۱ آغاز به کار کرد. این الگوریتم نتایج جستجو را تا حدی تغییر داده و به شدت با متن‌های کپی‌شده و کم‌ارزش مبارزه می‌نماید. گوگل پاندا از زمان شروع به کارش، به روزرسانی‌‌های بسیاری را تجربه کرده‌است. گوگل برای حمایت از ناشرانِ مطالب، توصیه‌هایی را در بلاگ گوگل منتشر کرده‌است و مسیر درست برای بالا بردن کیفیت مطالبِ وب‌سایت‌ها را توضیح داده‌است.
در فروردین ماه ۱۳۹۱ تأثیرات این الگوریتم روی زبان پارسی توسط مدیران سایت‌ها شناسایی شد. آنچه جالب است بدانید، این است که نام این الگوریتم از نام خرس پاندا گرفته نشده‌است، بلکه از نام یکی از مهندسین گوگل، که برای اولین بار توانست الگوریتم را پیاده‌سازی کند، به نام Navneet Panda گرفته شده‌است که با ایجاد بستر نرم‌افزاری برای پیاده‌سازی الگوریتم‌ها، گوگل را از دردسر بزرگی نجات داد.

## فرایند پاندا
بهینه‌سازی سایت بر اساس گوگل پاندا ۵ راهکار کلی دارد:
1. افزایش زمان ماندگاری در سایت
2. افزایش گردش در سایت
3. کاهش فرار از سایت
4. شبکه‌های اجتماعی
5. برندسازی اینترنتی

## جریمه الگوریتم پاندا گوگل
برخی از پارامترهایی که باعث جریمه شدن یک سایت توسط الگوریتم پاندا می‌شود:
ظاهر نامناسب تبلیغات آزاردهنده: گوگل می‌تواند به خوبی نسبت محتوا به تبلیغات را در یک صفحه تشخیص دهد. تکرار بیش از حد کلمات کلیدی در متن مقالات کیفیت پایین محتوا تکرار بیش از حد کلمه کلیدی (Keyword Stuffing) ریدایرکت و هدایت کاربران به صفحات تبلیغاتی یا نمایش بیش از حد تبلیغات به صورت پاپ آپ و … از پرتکرارترین اشتباهاتی بود که سایت‌های جریمه شده مرتکب شده بودند.

## راه‌اندازی panda
به روز رسانی الگوریتم پاندا، تعدادی از پدیده‌های پیچیده در Google SERPs را شامل می‌شود:
- صفحات ضعیف - صفحات ضعیف با متن بسیار کم و منابع متناسب و متناهی، مانند مجموعه‌ای از صفحات که شرایط مختلف سلامتی را با تنها چند جمله در هر صفحه نشان می‌دهند.
- محتوای تکراری - محتوای کپی‌شده‌ای که در اینترنت در بیش از یک مکان نمایش داده می‌شود. مسائل مربوط به محتوای تکراری نیز ممکن است در وب‌سایت خود شما هم اتفاق بیفتد زمانی که صفحات متعددی با همان متن با تغییرات جزئی یا بدون تغییر داشته باشید.

به عنوان مثال، یک شرکت پالایش ممکن است ۱۰ صفحه ایجاد کند. یکی برای هر شهری که کار می‌کند، برای هر شهر تقریباً یکسان باشد؛ در حالی که در صفحات فقط نام‌های شهر جایگزین شده‌است (به عنوان مثال "دودکش‌های ما در دونر" در یک صفحه و "دودکش‌های تمیز در بولدر" را در کنار یکدیگر می‌گذاریم و بعد "دودکش‌ها را در Aspen تمیز می‌کنیم").
- محتوای کم‌کیفیت - صفحاتی که ارزش کمی برای خوانندگان دارند، زیرا آن‌ها اطلاعات عمیق و درستی ندارند.
- عدم توانایی / اعتماد به نفس - محتوا تولید شده توسط منابع که قطعی یا تأیید نشده‌اند.

یک نماینده گوگل اعلام کرد که سایت‌هایی که قصد جلوگیری از تأثیر پاندا را دارند، باید به عنوان مقامات کار کنند تا موضوع و اشخاص آن‌ها شناخته شوند و به عنوان یک کاربر انسانی در دادن اطلاعات کارت اعتباری خود احساس راحتی کنند و به رسمیت شناخته شوند.
- محتوا farming - تعداد زیادی صفحات با کیفیت پایین، اغلب از وب‌سایت‌های دیگر جمع می‌شوند.

به عنوان مثال، از یک مزرعه محتوا ممکن است یک وب‌سایت باشد که تعداد زیادی از نویسندگان را با دستمزد پایین استخدام می‌کند تا مقالات کوتاهی ایجاد کند که انواع وسیعی از جستجوهای موتور جستجو را پوشش می‌دهد و یک بدنه محتوا را تولید می‌کند که فاقد اختیار و ارزش برای خوانندگان است؛ چرا که هدف اصلی آن این است که رتبه‌بندی موتور جستجو برای هر عبارت قابل تصور را بدست آورد.
- محتوای تولید شده توسط کاربر با کیفیت پایین (UGC[۱]) - نمونه‌ای از این نوع از محتوای Generated کاربر با ارزش پایین، یک وبلاگ است که پست‌های بلاگ‌نویسی را منتشر می‌کند که کوتاه، پر از اشتباهات گرامری و دستوری و فاقد اطلاعات موثق است.
- نسبت آگهی به محتوا - صفحات عمدتاً از تبلیغات پرداخت‌شده به جای محتوای اصلی ساخته شده‌است.
- محتوای با کیفیت پایین در اطراف لینک‌های وابسته - محتوای ضعیف در اطراف لینک اشاره به برنامه‌های وابسته پرداخت می‌شود.
- وب‌سایت‌هایی که توسط کاربران مسدود شده‌اند – سایت‌هایی که کاربران انسانی یا مستقیماً در نتایج موتور جستجو یا با استفاده از یک مرورگر وب کروم برای انجام این کار مسدود می‌شوند، نشان‌دهنده کیفیت پایین است.
- صفحات ناسازگار با جستجوی محتوا – صفحاتی که «قول می‌دهند» برای ارائه پاسخ‌های مربوطه کلیک کنید تا در نتایج جستجو آن‌ها را ببینید، اما پس از آن موفق به انجام این کار نیست.

به عنوان مثال، یک صفحه وب ممکن است به عنوان «کوپن‌ها برای تمام غذاها» نامگذاری شود، اما وقتی روی آن کلیک می‌کنید، ممکن است کوپن وجود نداشته باشد و ممکن است فقط یک صفحه از تبلیغات وجود داشته باشد که موجب ناامیدی می‌شود.